# Arnulf bajor herceg
I. Arnulf herceg, (890 körül – Regensburg, 937. július 14.) aki Gonosz Arnulfként is ismert a történetírásban, Bajorország első hercege 907-937 között, Nordagau grófja 908 után. Luitpold bajor herceg és Sváb Kunigunda gyermeke.

## Élete, uralkodása
A pozsonyi csatában elesett édesapja Luitpold bajor herceg korai halála miatt, Arnulf már fiatalon elfogadta a hercegi címet. A 907-es bajor vereség a magyarok ellen oly megsemmisítő volt, hogy a hercegnek egy új sereg megszervezésével kellett kezdenie uralkodását. A bajor főerő ugyanis a csatában lényegében megsemmisült). Ehhez a nemesség segítségére volt szüksége, akiket a kolostoroktól és az egyháztól 907 és 914 között elvett földek adományozásával állított vazallusként a maga oldalára. 909-ben és 910-ben már sikeresen vette fel a harcot a magyarokkal, s portyázó seregüket 913-ban az Inn folyó mentén legyőzte. Győzelmét a herceg sikeresen használta ki, és egy olyan szerződést kötött a magyarokkal, melynek értelmében a bajor területek – Nyugat-Európa egyéb államaival ellentétben – a magyar portyázástól megkíméltettek.
Arnulf a német király ellenében követte saját, független politikáját. Gyermek Lajost arra kényszerítette, hogy a bajor területeken állomásozó seregeit a Rajna-Majna vidékére helyezze át. Arnulf Lajos halála után, a rokoni kötelékek ellenére sem kívánt trónkövetőként fellépni, viszont segített I. Konrádnak a királyi cím megszerzésében.

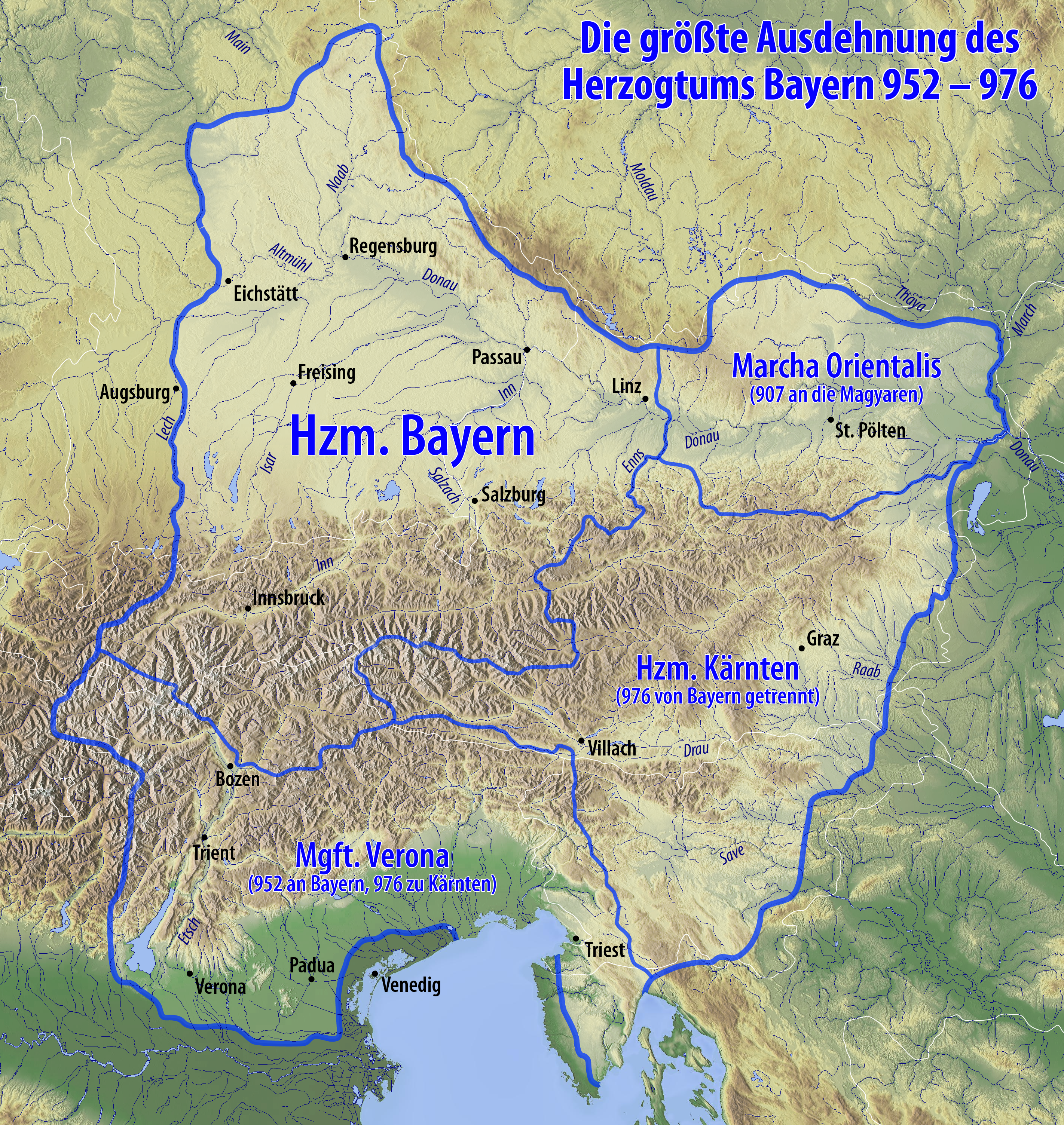
A Bajor Hercegség határai Arnulf korában

Arnulf Konrád királlyal szemben is független politikát kívánt folytatni, utóbbi azonban ezt kevéssé hagyta érvényesülni. I. Konrád 913-ban feleségül vette Arnulf édesanyját, Sváb Kunigundát, hogy a bajor területeket szorosabban a keleti frank területekhez kösse, Arnulf azonban továbbra sem vetette alá magát a királyi kívánságoknak, így Konrád 914-ben betört a Bajor Hercegség területére és elűzte Arnulfot. A herceg a magyarok között keresett menedéket.
916-os visszatérése után Konrád király ismét elűzte, és bátyját, Eberhardot bízta meg a bajor területek vezetésével.
917-ben, Arnulf újbóli támadásakor Konrád király halálos sebet kapott a csatában, a király halála után Arnulf mindenféle korlátozás nélkül gyakorolta hatalmát.
I. Henrik királlyá nevezésében Arnulf már nem vett részt, helyette saját királyságát próbálta megszervezni (Regnum Bavariae). Henrik királynak azonban sikerült hatalmát elfogadtatni a bajorokkal, noha Arnulf ellenkirályként lépett fel vele szemben).
A 919–921 között folyó változó sikerű csaták során került megkötésre a regensburgi szerződés, melyben Arnulf elismerte I. Henrik hatalmát, és a Bajor Hercegség alárendeltségét a Keleti-frank Birodalomnak. Bel- és külpolitikáját azonban a szerződés értelmében viszonylagos szabadsággal folytathatta. A hercegség püspökeit is maga nevezte ki.
922-ben Arnulf hadjáratot vezetett Bohémia ellen, felújítani kívánva a csehek a korban tradicionális függőségét a bajoroknak.
Arnulf fiát, Eberhardot nevezte ki követőjének, egy 933–934 közötti itáliai, Verona városa elleni hadjáratban próbálta megszerezni a longobárd koronát. I. Henrik király a hercegségnek ezt a szabadkezű politikáját jóváhagyta. Általában elmondható, hogy 921-től a német király és a bajor herceg között békés volt a viszony.
936-ban a német király fia, Henrik feleségül vette Arnulf leányát, Juditot.
I. Ottó német-római császár 936-os koronázásakor Arnulf a marsall címet birtokolta.
Arnulf életművét, egy a Keleti-frank Birodalom romjain felépülő stabil és erős Bajorországot fiai nem tudták folytatni, mivel I. Ottó 938-ban a bajorokat saját hatalma alá vetette.
Arnulf képe és megítélése az ezt követő időszakban átalakult, és egy „sötét” korszak uralkodójaként tartották számon.
Arnulf földi maradványait a regensburgi St. Emmeran kolostorban helyezték végső nyugalomra.

## Családja
- Eberhard, későbbi bajor herceg
- Arnulf(wd), rajnai palotagróf
- Hermann
- Henrik
- Lajos
- Judit
- ismeretlen nevű lány
- Berthold őrgróf